# Baptisteriul Sfântul Ioan din Poitiers
Baptisteriul Sfântul Ioan din Poitiers (în franceză Baptistère Saint-Jean de Poitiers) este cel mai vechi lăcaș de cult creștin din Franța. Edificiul a fost construit în secolul al IV-lea ca loc pentru botez.